# Sorex bairdi
Sorex bairdi là một loài động vật có vú trong họ Chuột chù, bộ Soricomorpha. Loài này được Merriam mô tả năm 1895.